# Cantón de Rians
El cantón de Rians era una división administrativa francesa, que estaba situada en el departamento de Var y la región de Provenza-Alpes-Costa Azul.

## Composición
El cantón estaba formado por seis comunas:
- Artigues
- Ginasservis
- La Verdière
- Rians
- Saint-Julien
- Vinon-sur-Verdon

## Supresión del cantón de Rians
En aplicación del Decreto nº 2014-270 de 27 de febrero de 2014, el cantón de Rians fue suprimido el 22 de marzo de 2015 y sus 6 comunas pasaron a formar parte del nuevo cantón de Saint-Maximin-la-Sainte-Baume.